# Politică de stânga
Stânga politică este unul din cei doi termeni antitetici, stânga și dreapta, prin care, de la Revoluția Franceză, este desemnată contradicția dintre ideologia și mișcările în care este scindat domeniul politic, atât în planul practic, al acțiunii, cât și în cel al teoriei. 
Termenii de Stânga și Dreapta au fost inventați în timpul Revoluției Franceze, referindu-se la așezarea persoanelor în cadrul adunărilor Stărilor Generale.
Aceia care stăteau la stânga se opuneau în general Vechiului Regim și monarhiei Bourbon și susțineau Revoluția Franceză, crearea unei republici democrate și o societate seculară, în timp ce cei din dreapta susțineau instituțiile tradiționale ale Vechiului Regim. Folosirea termenului Stânga a devenit mai proeminent după restaurarea monarhiei franceze din 1815, când a început să fie folosit cu referire la Independenți. Termenul de "aripă" pentru Stânga și Dreapta a apărut la sfârșitul secolului al XIX-lea, de obicei în sens disprețuitor, iar Aripa Stângă se referea la cei cu vederi neortodoxe față de religie sau politică.
Termenul de Stânga a fost mai apoi folosit pentru a desemna o serie de mișcări, în special republicanismul în Franța secolului al XVIII-lea, urmat de socialism, incluzând anarhismul, comunismul, mișcările muncitorești, marxismul, social democrația și sindicalismul din secolele al XIX-lea și al XX-lea. Între timp, termenul de Aripa Stângă a început să fie aplicat și unor serii de mișcări precum mișcărilor pentru drepturi civile, feminism, mișcărilor pentru drepturile LGBT, mișcărilor pacifiste sau ecologiste dar și unei varietăți mari de partide politice. 

## Trăsături definitorii
Ca una dintre marile orientări politice și ideologice ale epocii contemporane, stânga are în centrul preocupărilor sale apărarea drepturilor omului, justiția socială, egalitatea (nu numai de șanse, ci și în drepturi), nediscriminarea oamenilor după rasă, naționalitate sau sex. Stânga se dorește a fi expresia politică a altruismului, a iubirii omului de aproapele său, adică sensibilitate pentru suferințele și aspirațiile celorlalți. Stânga modernă nu își vede împlinite idealurile decât într-o societate democratică, în care consultarea electorală are ca scop aflarea cerințelor populației, cucerirea puterii fiind calea prin care aceste aspirații pot fi traduse în viață de cei aleși în alegeri.
Adversarii ideologiilor de stânga susțin că acestea sunt înrudite cu comunismul, deoarece acesta a fost de asemenea o ideologie de stânga. De-a lungul istoriei au existat și alte partide sau mișcări de stânga (social-democrați, socialiști, trotzkiști, anarhiști etc.) care s-au opus  autoritarismului comunist, unii din aderenții acestor ideologii fiind ținta persecuțiilor comuniste. Pornit ca o mișcare radicală de stânga cu țeluri generoase, comunismul a devenit în URSS (iar după acest model și în alte țări) un regim opresiv ce a refuzat acordarea libertăților individuale și colective, fapt care s-a întors împotriva idealurilor declarate ale mișcării. Astăzi, unele partide de stânga, care și-au menținut denumirea de comuniste, și-au schimbat discursul recunoscând unele beneficii ale economiei de piață (Partidul Comunist Chinez) sau ale parlamentarismului democratic (PC francez și ceh).
A fi de stânga înseamnă opoziție fața de concepția dreptei de făurire a unei societăți în care economicul să fie independent de politic, adică satisfacerea cu prioritate a cerințelor păturii active a populației, un liberalism economic neîngrădit, individualism exacerbat  și restrângerea rolului statului la poliție, justiție și armată. Stânga contemporană este împotriva diminuării rolului statului dincolo de o anumită limită, dar, totodată, și împotriva exagerării acestui rol către un stat autoritar, cu un șef atotputernic, capabil să îngrădească exprimarea opiniilor adversarilor politici. Ideile și idealurile stângii țin de căutarea neîncetată a omului după o stare mai bună, pentru sine și pentru comunitatea din care face parte. Pentru aceasta e nevoie de un dublu compromis: pe de o parte, între capitalul patronatului și munca oferită de salariați, iar, pe de altă parte, între statul ce legiferează și menține ordinea socială și piața ce stimulează eficiența individului.

## Viziune economică
Din punct de vedere economic, Stânga include de la teoriile lui Keynes și Statul social, democrația industrială și economia de piață socială, până la naționalizarea economiei și planificarea centrală, la promovarea sindicalismului-anarhic asociat cu un consiliu și ansamblu anarho-comunist auto-administrat. 
În timpul Revoluției Industriale, Stânga a susținut sindicatele. La începutul secolului al XX-lea, mulți stângiști susțineau puternic intervenția guvernului în economie.  Stânga a continuat să critice globalizarea percepând-o ca fiind exploatatoare, "cursa către abis", disponibilizările injuste și exploatarea muncitorilor. În ultimul sfert al secoului al XX-lea, credința că guvernul (guvernând în conformitate cu interesele oamenilor) ar trebui să fie implicat direct în viața de zi cu zi a scăzut în popularitate în rândul oamenilor de centru-stânga, în special a social-democraților, aceștia adoptând A treia cale.
Alți leftiști cred în doctrina economică marxistă, numită astfel după teoriile economice ale lui Karl Marx. Se încearcă să se facă o distincție între teoriile economice ale lui Marx și filosofia sa politică, argumentându-se că abordarea economică a lui Marx este independentă de susținerea acestuia pentru un socialism revoluționar și a credinței lui că este inevitabilă o revoluție a proletariatului.

## Alte caracteristici ale stângii
Stânga a fost și este neconformistă, fidelă unor principii, dar, totodată, critică față de modul lor de aplicare. Stânga crede în progres, crede în libertatea de expresie și în egalitatea reală a cetățenilor, se opune promovării unui capitalism sălbatic, se ridică împotriva nedreptăților unei societăți imperfecte. De aceea, ideile stângii au fost îmbrățișate de mulți intelectuali din întreaga lume, printre care și câteva personalități, laureate ale premiului Nobel: Albert Einstein, Romain Rolland, Anatole France, George Bernard Shaw, Bertrand Russell, Jean-Paul Sartre, Pablo Neruda, Heinrich Böll, Gabriel Garcia Marquez, Nadine Gordimer, Jose Saramago, Günter Grass s.a.
Criteriul cel mai frecvent utilizat pentru a distinge stânga de dreapta îl constituie – după Norberto Bobbio – atașamentul la idealul egalității între oameni. Omul de stânga e egalitarist, adică e convins că cea mai mare parte a inegalităților care îl indignează sunt sociale și, deci, eliminabile. Omul de dreapta, în schimb, este – după acest autor – inegalitarist, căci consideră că inegalitățile în societate țin de însăși natura omului și e zadarnic a încerca eliminarea lor. Stânga modernă își adaptează tactica la noile condiții istorice, motiv pentru care mesajul stângii continuă să aibă forță de atracție. Economia de piață, singura alternativă în noile condiții, trebuie să îmbine – în viziunea stângii – principiul libertății de acțiune a relațiilor de schimb pe piață cu restricțiile ce decurg din egalitatea socială. Stânga, deci, combate consecințele negative ale mecanismelor economice asupra societății umane și, recunoscând caracterul ireversibil al globalizării, se opune aspectelor distructive ale acestui proces și preconizează menținerea lui sub control. Tradițional, stânga a fost și a rămas internaționalistă, înțelegând prin asta solidaritatea mondială a celor ce muncesc și opoziția fermă față de naționalism. Totodată, însă, a fi de stânga, astăzi, este și o dovadă de patriotism, căci omul de stânga își iubește țara și dorește propășirea ei. Ea consideră, însă, binevenită aderarea țării la organizații integratoare, cum ar fi Uniunea Europeană, deoarece ele pot constitui un imbold în procesul încă neîncheiat al modernizării societății românești. În aplicarea principiului solidarității sociale, stânga susține, de regulă, lupta sindicatelor pentru apărarea drepturilor muncitorilor. Stânga modernă a încetat, însă, să fie exponenta politică a sindicalismului, ba chiar, odată ajuns la putere, un guvern de stânga poate adopta decizii care, conducând la creșterea generală a economiei, riscă să fie contestate de sindicate. Pentru atenuarea însă a urmărilor dureroase ale șomajului, ea militează pentru îmbunătățirea asistenței medicale a forței de muncă și pentru creșterea nivelului de educație a personalului productiv, astfel încât el să se poată adapta cu ușurință progreselor tehnologice. 
Mișcarea de stânga luptă pentru egalitatea socială împotriva unei ierarhii sociale predeterminate ce poate crea un dezavantaj și o inegalitate de șanse între indivizii diferențiați la naștere prin statutul social cu care se pot naște. Stânga este în mod natural adevăratul susținător al intereselor țărănimii și este singura forță politică ce susține sporirea eficienței procesului agricol de producție prin crearea de cooperative țărănești (după modelul antebelic inițiat de fruntașul țărănist de stânga Ion Mihalache), iar nu prin reconstituirea marilor latifundii. 

## Din istoria stângii
Noțiunea de stânga a apărut la 1789, odată cu Revoluția franceză când, în adunarea reprezentanților poporului, locul pe care îl ocupau iacobinii, cei mai deciși în răsturnarea monarhiei, anularea privilegiilor nobiliare și instalarea republicii fiind așezați la stânga amfiteatrului. Principiile revoluției s-au răspândit, apoi, în întreaga Europa, i-au înflăcărat pe cei ce au pregătit revoluția de la 1848: în Franța - Saint-Simon; Louis Blanc, Ch.Fourier, P.J.Proudhon, Auguste Blanqui, în Anglia –Robert Owen, în Germania -  Ferdinand Lassalle, Karl Marx, Fr. Engels, W. Liebknecht, August Bebel ș.a. În Germania, sub impulsul acestora din urmă, la 1875 ia ființă SAPD (Sozialdemokratische Arbeiter Partei Deutschlands). În 1848 Marx și Engels publică „Manifestul Comunist“, document cu o uriașă influență asupra luptei muncitorilor din întreaga lume. În 1867 apare primul volum din cartea lui Marx „Capitalul“, care a cercetat legile de dezvoltare și structurile capitalismului. „Istoria tuturor societăților de până acum este istoria luptelor de clasă“, este fraza de început a Manifestului Comunist. Între 1864 și 1876 ființează „Internaționala I-a“, destinată orientării teoretice și schimbului de experiență, urmată în 1889-1914 de „Internaționala a II-a“, care și-a pus ca scop înființarea de partide socialiste în plan național. Chiar în timpul vieții, dar mai ales dupa moartea lui Marx (1883) și a lui Engels (1895), au apărut noi figuri majore ale mișcării muncitorești : Karl Kautski, Ed. Bernstein, Roza Luxemburg, Paul Lafargue ș.a. Odată cu aceștia a avut loc scindarea ideologică a stângii între reformiști și marxiști. Dacă pentru marxiști și, ulterior, pentru comuniștii-leniniști, obiectivul fundamental este desființarea exploatării și dominației de clasă, preluând puterea prin revoluție politică, în schimb, pentru reformiștii bernsteiniști, ulterior, pentru toate partidele social-democrate, socialiste și laburiste, situația clasei muncitoare poate fi ameliorată prin reformarea, îmblânzirea capitalismului și respingerea căii revoluției, care echivalează, întotdeauna, cu violența. În acest sens, se acordă preferința formelor parlamentare și legale de obținere a succesului în revendicări. Această bifurcare principială a gândirii de stânga dăinuie până astăzi, cu toată prăbușirea comunismului de tip sovietic. Cea de a III-a Internațională, creată la Moscova în 1919 (de unde și numele de Komintern) și la care au aderat aproape toate partidele comuniste, a avut drept țel apărarea URSS și propaganda comunismului în alte țări. Cea de a IV-a Internațională, apărută în 1938, are caracter trotzkist.

## Deosebiri între stânga modernă și stânga dogmatică
Forma în care se prezintă astăzi societățile din Germania, Franța, Anglia și chiar Statele Unite, este mult deosebită de imaginea capitalismului sălbatic pe care o combăteau socialiștii acum 100-150 de ani. Pe vremea lui Marx, dar și apoi, pe vremea lui Kautsky, Roza Luxemburg, Bernstein ș.a. sindicatele erau scoase in afara legii ; grevele erau privite ca acte de rebeliune și mulți participanți la ele – arestați; ziua de lucru nu avea un număr de ore limitat legal; lipseau asigurările de șomaj, de boală și de bătrânețe ; muncitorii și țăranii ce nu erau proprietari (și deci nu plăteau impozit) erau excluși de la dreptul de vot; asistenta socială și sanitară se reducea la filantropia bisericească; învațământul nu era finanțat de stat și, deci, nu era accesibil copiilor din clasele nevoiașe etc.
Sistemul capitalist actual este diferit de cel din secolul 19 și chiar de la inceputul secolului 20: capitalismul contemporan posedă un amplu sector de servicii publice, el nu mai ignoră privațiunile unor largi pături sociale, deoarece sufragiul universal obligă la menajarea viitorilor alegători; principiile drepturilor omului, izvorâte din revoluția franceză, au fost adoptate de ONU și călăuzesc deciziile oamenilor politici; proprietatea privată, deși sacrosanctă, nu mai duce la abuzuri, căci este echilibrată de o serie de alte drepturi și îndatoriri societale. Transformarea capitalismului a avut loc atât sub presiunea mișcărilor muncitorești și a criticii socialiste, cât și ca strategie preventivă a statului burghez ce urmărea desprinderea unei părți a clasei muncitoare de mișcările revoluționare prin îmbunătățirea condițiilor de trai.